# ワンハンドレッドヒルズ

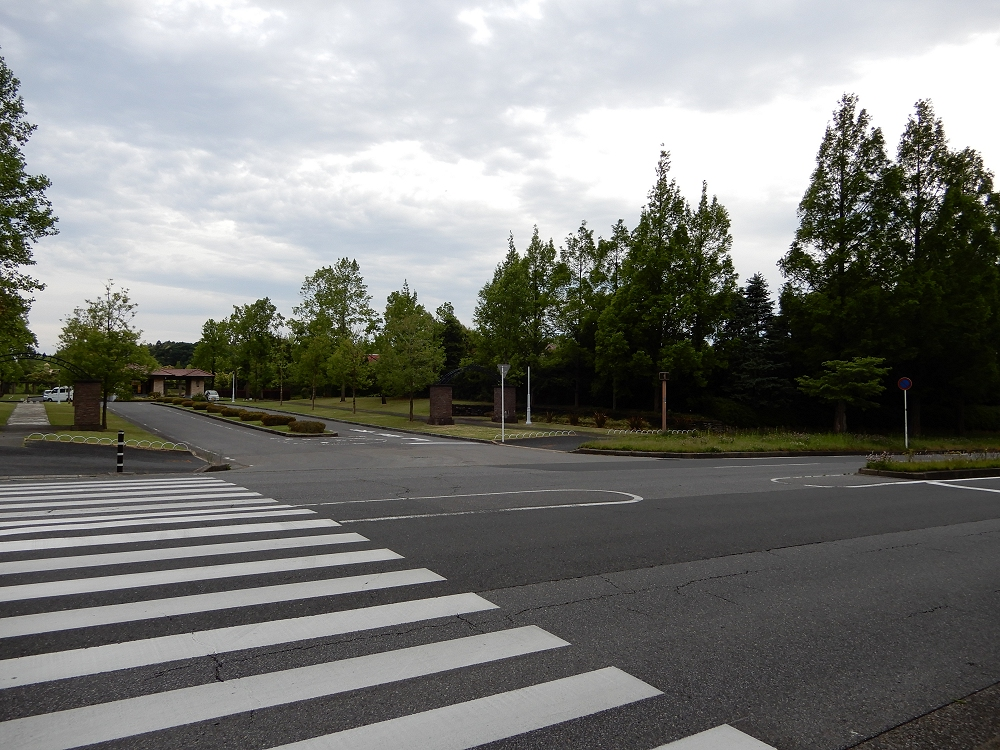
ワンハンドレッドヒルズ

ワンハンドレッドヒルズ（One Hundred Hills）は、千葉県千葉市緑区あすみが丘六丁目で東急不動産が開発・分譲した宅地の名称である。1989年（平成元年）に分譲開始された。

## 概要
バブル景気真っただ中の1989年（平成元年）に分譲を開始。この当時の一戸当たりの分譲価格は5億から15億円に上り、購入者の多くは節税対策を計る企業や、都心から離れていることから週末や来客用の別荘とするものであったと言われる。
ワイドショーや雑誌でも広く取り上げられ、マスメディアからはロサンゼルスの高級住宅街「ビバリーヒルズ」をもじって「チバリーヒルズ」とも批判された。報道の影響による来客が余りにも多いため「家の見学お断り」の看板が立ち並んでいたこともある。
しかし都心から遠く交通の便が悪いことやバブル崩壊もあり、60件を予定していた分譲件数は38件程度に落ち込み、さらには家を手放す者も増えたため、一時はゴーストタウンの雰囲気をかもし出す場所となってしまった。その後、暴走族などが勝手に入り込んで暴れまわるといった事態も発生したため、住民以外の車両は進入禁止になった。ただし、あけぼの通り側に面する正面ゲートには係員が常駐しているものの、公園通り側の接道は常時解放されており、実質誰でも自由に出入りすることが可能である。これは分譲地内の道路が公道(市道)であるため、一般車の通行を制限できないことによる。なお、ゲートが設置されている箇所は公道ではなく私有地となっているため、関係者以外の者が立ち入ることは制限されている。
その後も分譲販売は継続されたものの、土地の分譲販売のみとなっている上、分譲価格は実質半分程度（8000万円程度）に下落した。その経緯から「バブル経済の負の遺産の象徴」として取り上げられることもある。

## 交通
- 最寄りのインターチェンジは、千葉外房有料道路板倉インターチェンジ、首都圏中央連絡自動車道 大網白里スマートインターチェンジ。
- JR東日本外房線土気駅下車後、千葉中央バスの「あすみが丘南」行きに乗車、「創造の杜」で下車。そこから徒歩で5分ほど。